# Памятник Петру II Петровичу Негошу
Памятник Петру II Петровичу Негошу — бронзовый памятник в городе Подгорица, Черногория. Петр II Петрович Негош - легендарная личность в истории Черногории, он был правителем страны в 1830—1851 годах, а также митрополитом, философом и поэтом. Проводил государственные реформы, которые способствовали превращению Черногории в независимое современное государство. 

## Местоположение
Памятник Петру II Петровичу Негошу установлен в Негошевом парке напротив здания Национального театра Черногории в историческом центре Подгорицы.

## Описание
Является первым памятником-скульптурой Подгорицы. Сидящая фигура Петра II Петровича Негоша выполнена из бронзы, имеет высоту 260 см и находится на пьедестале высотой 120 см.

## История
Эта скульптура является работой академического скульптора Сретена Стояновича. Она была выполнена по проекту 1951 года как одна из возможных моделей памятника Петру II Петровичу Негошу в Цетине.
Однако в Цетине памятник так и не появился, его установили в Титограде в 1956 году. Скульптура в Подгорице - первая из трех слепков. Два других установлены в Белграде (1994 год) и Риме (2005 год).